# 1800'erne
Århundreder: 18. århundrede – 19. århundrede – 20. århundrede
Årtier: 1750'erne 1760'erne 1770'erne 1780'erne 1790'erne – 1800'erne – 1810'erne 1820'erne 1830'erne 1840'erne 1850'erne
År: 1800 1801 1802 1803 1804 1805 1806 1807 1808 1809
Begivenheder
Personer